# 矢作俊彦
矢作 俊彦（やはぎ としひこ、1950年7月18日 -）は、日本の小説家。本名は非公表。 

## 来歴・人物
神奈川県横浜市生まれ。東京教育大学附属駒場高等学校（現：筑波大学附属駒場高等学校）を留年により4年かけて卒業。
17歳の時、ダディ・グースの筆名で漫画家デビュー（『コミックサンデー』）。以後、創刊間もない『週刊漫画アクション』で様々なファクターを劇画的文脈で混ぜ合わせパロディに仕立てた型破りな作品を発表するが、しばらくして沈黙。
当時は学生運動が盛んだった時代で、矢作自身も「私の服から催涙ガスが匂ったのが気にいったのだと言われた」など、高校生時代から学生運動に関わったと思しき発言をしている。また、1969年、東大紛争により東大入試が中止となった年が大学受験年だったため、そのまま東大受験を見送り、他大学も受験することはなかった。
当初は映画監督志望で、伯父の口利きで大映の京都撮影所に行き、見習いの助監督として働いたが、勝新太郎の逆鱗に触れて退職。東京に戻ってからシナリオを執筆したが、ト書きより地の文章が長くなり、周囲から「お前、これはシナリオじゃない。小説だ」と言われたため、『ミステリマガジン』編集長の太田博（各務三郎）に見せたところ同誌に採用され、1972年、短編小説「抱きしめたい」で小説家デビュー。筆名「矢作俊彦」は太田が命名した。
1970年代を通じ短編小説、漫画を手掛ける傍ら、ラジオ・TVドラマの構成作家としても名を成し、日下武史による長編朗読劇『あいつ』『マンハッタン・オプ』（FM東京）では特に高い評価を得る。
1977年、初の長編小説『マイク・ハマーへ伝言』を上梓、日本人ばなれしたスタイリッシュなハードボイルド小説の旗手として注目を集める。1980年には、漫画界の新星大友克洋との共作『気分はもう戦争』を『漫画アクション』に連載開始（単行本刊行は1982年）。
1980年代には、単独作および司城志朗との共作で、ハードボイルド作品、冒険小説、カー・アクション小説などを発表。また、漫画家谷口ジローとも「マンハッタン・オプ」シリーズの挿絵担当、共作漫画『サムライ・ノングラータ』などでコンビを組んでいる。開局当時の横浜エフエムでAgainというゲストを交えてのトーク番組を担当していた。
1990年代以降は活動領域を広げ、全共闘世代の今を描いた小説『スズキさんの休息と遍歴』（1990年）がNHKでドラマ化された。なお、「スズキさん」のモデルは、実際に元学生運動（第二次ブント）の活動家で「マルクス主義者」を自認し、1989年から1999年まで自動車雑誌『NAVI』編集長をつとめ、現在『ENGINE』編集長の鈴木正文であり、この小説も『NAVI』に連載されていた。
映画にも進出し、日活アクション映画の名場面集アンソロジー『アゲイン』、自作を監督した『神様のピンチヒッター』（主演：江口洋介）、近未来の新宿を舞台にした日活アクションへのオマージュ的な監督作『ザ・ギャンブラー』（主演：松田ケイジ）を公開。更に、バブル崩壊後の日本を題材にフォト・エッセイ『新ニッポン百景』を発表するなどした。
1997年の大作『あ・じゃ・ぱん』は、日本列島の東西が共産主義と資本主義で独立国家として分裂する、という大胆な設定の大作で、全篇にわたって虚実を問わず膨大な事象から引用・パロディ・剽窃が組み込まれた技巧的な結構が福田和也をはじめとした批評家から高い評価を受けた。
最近作には、詩人堀口大學の青春を綴った作品『悲劇週間』（2005年）や日活映画100年を記念して書かれた『フィルムノワール/黒色影片』（2014年）がある。

## 受賞歴
- 1982年 - 『気分はもう戦争』（原作作品、大友克洋作画）で、第13回星雲賞コミック部門を受賞。
- 1983年 - 『暗闇にノーサイド』（司城志朗との共著）で第10回角川小説賞。
- 1998年 - 『あ・じゃ・ぱん』で第8回Bunkamuraドゥマゴ文学賞。
- 2004年 - 『ららら科學の子』で第17回三島由紀夫賞、『ロング・グッドバイ』で第23回日本冒険小説協会大賞。
- 2005年 - 『ロング・グッドバイ』でマルタの鷹協会・ファルコン賞受賞

## 著書
- 『マイク・ハマーへ伝言』光文社（1978年）のち文庫、角川文庫
- 『リンゴォ・キッドの休日』早川書房（1978年）のち文庫、新潮文庫、角川文庫
- 『神様のピンチヒッター』光文社（1981年）のち文庫
- 『死ぬには手頃な日』光文社（1982年）のち文庫
- 『ブロードウェイの自転車』光文社（1983年）のち文庫
- 『マンハッタン・オプ』CBSソニー（1981-82年）のち角川文庫、SB文庫（挿絵 谷口ジロー）
- 『さまよう薔薇のように』光文社（1984年）のち角川文庫
- 『マンハッタン・オプ1／凝った死顔』光文社文庫（1985年）角川文庫、のちSB文庫
- 『マンハッタン・オプ2／笑う銃口』光文社文庫（1985年）角川文庫、のちSB文庫
- 『マンハッタン・オプ3／はやらない殺意』光文社文庫（1985年）のちSB文庫
- 『真夜中へもう一歩』光文社（1985年）のち角川文庫
- 『舵をとり風上に向く者』光文社（1986年）のち新潮文庫
- 『コルテスの収穫』光文社文庫（1987年）上中（下巻は未刊）
- 『ヨーコに好きだと言ってくれ』光文社（1987年）（川島透監督の映画「ハワイアン・ドリーム」のストーリーボードとして執筆[3]）
- 『スズキさんの休息と遍歴 またはかくも誇らかなるドーシーボーの騎行』新潮社（1990年）のち文庫
- 『東京カウボーイ』新潮社（1992年）
  - 連作短編集。最終作「スズキさんの生活と意見」で「スズキさん」が再登場。
- 『仕事が俺を呼んでいる』新潮社（1993年）
- 『火を吹く女』（横木安良夫：写真、新潮社、1995年）
- 『ポルノグラフィア あるいは廊下の隅の永遠』(横木安良夫：写真、小学館、1996年）
- 『夏のエンジン』文藝春秋（1997年）のち文庫
- 『あ・じゃ・ぱん』新潮社（1997年）のち角川文庫
- 『ららら科學の子』文藝春秋（2003年）のち文庫
- 『The Wrong Good-bye/ロング・グッドバイ』角川書店（2004年）のち文庫
- 『悲劇週間』文藝春秋（2005年）のち文庫（堀口大學の青春を綴った作品）
- 『傷だらけの天使 魔都に天使のハンマーを』講談社（2008年）のち文庫
- 『引擎 engine』新潮社（2011年）のち文庫 2015
- 『フィルムノワール/黒色影片』新潮社（2014年）

### 司城志朗との共著
- 『暗闇にノーサイド』角川ノベルズ（1983年）のち文庫
- 『ブロードウェイの戦車』角川ノベルズ（1984年）のち文庫
- 『海から来たサムライ』角川ノベルズ（1984年）のち改題『サムライ・ノングラータ』SB文庫（2007年）
- 『半島回収』角川グループパブリッシング（2008年）※“溝呂木省吾”名義
- 『犬なら普通のこと』早川書房（2009年）のち文庫
- 『百発百中 狼は走れ豚は食え、人は昼から夢を見ろ』角川書店（2010年）
- 『ARAKURE あらくれ』早川書房（2011年）

### エッセイ集
- 『複雑な彼女と単純な場所』東京書籍（1987年）のち新潮文庫
- 『ジャズ・ピアノ―ベスト・レコード・コレクション』新潮文庫（1989年）油井正一著の書籍だが「I, The Piano」という3ページのエッセイを寄稿
- 『ドアを開いて彼女の中へ』東京書籍（1993年）のち新潮文庫
- 『新ニッポン百景 衣食足りても知り得ぬ「礼節」への道標として』小学館（1995年）
- 『16号線ワゴントレイル あるいは幌を下げ東京湾を時計まわりに』二玄社（1996年）
- 『新ニッポン百景'95〜'97 衣食足りても知り得ぬ「礼節」への道標として』小学館（1998年）
- 『ツーダン満塁』東京書籍（2002年）
- 『ライオンを夢見る』（安珠：写真、東京書籍、2004年）

### その他連載
連載休止、未刊行の著作が多数あり、一部を流用して別の作品として世に出るものもあれば、日の目を見ない作品もある。
- 百愁のキャプテン - 朝日新聞出版「論座」連載（2001年2月号-2003年7月号）。『アマ★カス』として刊行予告。
- ウリシス911 - 小学館「きらら」連載（2005年3月号-2007年3月号）。『私を月まで連れてって』として刊行予告。
- 常夏の豚 - 文藝春秋「文學界」連載（2007年1月号-2009年7月号）。『気狂いポーク』として刊行予告。
- チャイナマンズ・チャンス - 角川書店「野性時代」連載（2008年3号-2011年6月号）。
- 月下の鉤十字 - 集英社「すばる」連載中（2010年5月号-中断）。
- あとは沈黙の犬 - 早川書房「ミステリマガジン」連載（2010年7月号-2011年2月号）。
- ルッキン・フォー・ビューティー - 角川書店「デジタル野性時代」連載（2011年3月号-2012年3月号）。
- ビッグ・スヌーズ - 新潮社「新潮」連載（2018年1月号-2022年4月号）。

## 漫画原作
- ハード・オン（平野仁 1981年）
- 気分はもう戦争（大友克洋 1982年）
- サムライ・ノングラータ （谷口ジロー 1991年）
- 気分はもう戦争2.1（藤原カムイ 2002年）
- 鉄人（落合尚之 2002-2003年）
- 気分はもう戦争3（だったかも知れない）（大友克洋 2019年）

## 漫画（ダディ・グース名義）
- 少年レボリューション―ダディ・グース作品集 飛鳥新社（編集者：赤田祐一、2003年）

## 映画監督作品
- AGAIN／アゲイン（1984年。ビデオ題『オール・ザッツ・ニッカツシネマ／アゲイン』）
- 神様のピンチヒッター（1990年）
- ザ・ギャンブラー（1992年）

## 研究本
- 別冊野性時代 矢作俊彦（1995年）